# 马尔瑟奈
马尔瑟奈（法語：Marcenais，法語發音：[maʁsənɛ]）是法国吉伦特省的一个市镇，属于布莱区。

## 地理
马尔瑟奈（45°3'29"N, 0°20'14"W）面积9.04 平方千米，位于法国新阿基坦大区吉倫特省，该省份为法国西南部沿海省份，是法國本土面积最大的省，北起滨海夏朗德省，西临大西洋，南至朗德省，东南接洛特-加龍省，东临多爾多涅省。
与马尔瑟奈接壤的市镇（或旧市镇、城区）包括：拉吕斯卡德、马尔萨斯、佩里萨克、圣热内德弗龙萨克、卡维尼亚克、蒂扎克德拉普亚德、瓦勒德维尔韦。

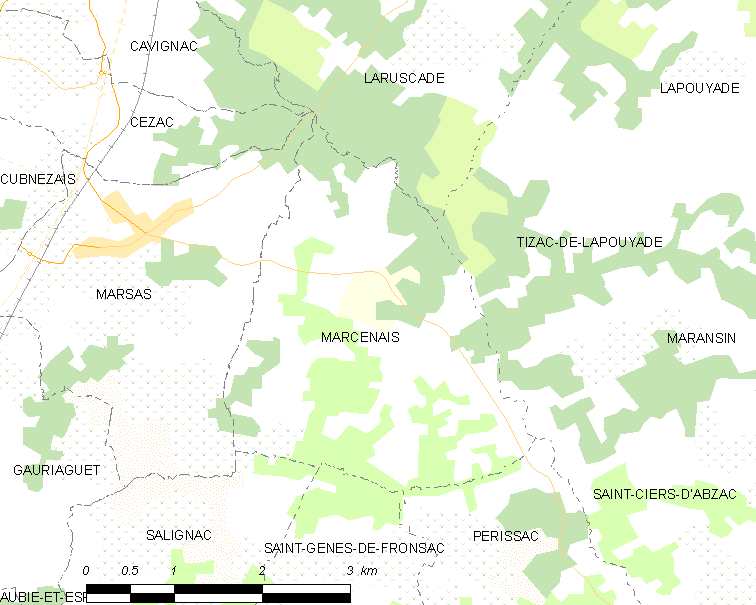
马尔瑟奈的OSM定位图

马尔瑟奈的时区为UTC+01:00、UTC+02:00（夏令时）。

## 行政
马尔瑟奈的邮政编码为33620，INSEE市镇编码为33266。

## 政治
马尔瑟奈所属的省级选区为北吉伦特县。

## 人口

1962-2008年间马尔瑟奈人口变化图示

马尔瑟奈于2022年1月1日时的人口数量为839人。